# بيرهالا

جزيرة بيرهالا هي جزيرة إندونيسية تقع شمال جزيرة سومطرة بحدود 2،5كم في مضيق ملقا .